# Шевченко, Тарас Александрович
Тарас Александрович Шевченко (6 апреля 1928, Свирнево, Первомайский округ — 19 сентября 2006, Москва) — российский инженер, учёный, специалист в области технологии систем автоматики ядерных боеприпасов.

## Биография
Окончил МВТУ им. Н. Э. Баумана (1955).
С 1955 по 2006 год работал во ВНИИА в должностях от инженера до главного технолога — начальника конструкторско-технологического отдела (1983—2000).
Лауреат Государственной премии СССР 1988 года — за участие в работах по созданию систем инициирования повышенной стойкости к поражающим факторам ядерного взрыва.

## Награды
- Орден Трудового Красного Знамени (1975)
- Орден Ленина (1983)
- медаль «За доблестный труд. В ознаменование 100-летия со дня рождения В. И. Ленина» (1970)
- медаль «Ветеран труда»
- медаль «В память 850-летия Москвы»